# مارشوود
مارشوود (به انگلیسی: Marshwood) یک روستا و محله مدنی در بریتانیا است که در West Dorset واقع شده‌است. مارشوود ۳۱۰ نفر جمعیت دارد.